# José Justo Corro
José Justo Corro Silva (Guadalajara, 19 de julio de 1794-Guadalajara, 18 de diciembre de 1864) fue un político y abogado mexicano que se destacó como presidente de México entre 1836 y 1837 en calidad de interino tras la renuncia —por cuestiones de salud— de su antecesor Miguel Barragán.

## Biografía

### Primeros años y estudios
Nació en la ciudad de Guadalajara, en el estado de Jalisco, en 1794, fue hijo del matrimonio de José Antonio Corro Escandón y María Josefa Silva Noroña. Se formó en su ciudad natal, donde se graduó como abogado. Fue diputado al congreso Constituyente en 1824 y gobernador de su estado natal del 22 de septiembre de 1828 al 1° de mayo de 1829.

### Primeros cargos
Fue ministro de Justicia y Negocios Eclesiásticos de marzo de 1835 a febrero de 1836 en el gabinete de Miguel Barragán. 

### Presidencia de México
A la muerte de este, fue nombrado presidente interino de México por un año dos meses. Durante su mandato, el 28 de diciembre de 1836, España reconoció la independencia de México, pero tuvo que enfrentar el desaliento que había cundido en el país al conocerse la derrota y captura de Santa Anna en Texas, la firma del Tratado de Velasco y los conflictos posteriores, sucesos que llevaron a la ruptura de relaciones con Estados Unidos y a la Intervención estadounidense en México.
A José Justo Corro correspondió poner en vigor en 1836 las Siete Leyes que darían cauce a la nueva Constitución que derogaba la de 1824. Redactada por los centralistas conservadores bajo la guía de Lucas Alamán, la nueva carta magna acabó con el sistema federal y estableció como forma de gobierno la república central. La nueva ley abrogó el voto universal y lo limitó a quienes supieran leer y escribir.
La gran novedad fue que al lado de los poderes ejecutivo, legislativo y judicial, aparecía el Supremo Poder Conservador, tribunal encargado de controlar a los otros.
El presidente era débil a la hora de tomar decisiones y no tenía conocimientos militares, tan importantes en época de guerras. Al terminar su gobierno se dedicó a las prácticas religiosas con tanto afán que le apodaron «El Santo».

### Años posteriores y muerte
Corro convocó a elecciones y entregó en 1837 el poder a Anastasio Bustamante, en una de las veces que fue presidente. Se retiró a la vida privada en su estado natal y nunca se volvió a saber nada de él. Murió en Guadalajara el 18 de diciembre de 1864. Sus restos descansan en el Panteón de Belén.